# James G. Clinton
James Graham Clinton (ur. 2 stycznia 1804 w Little Britain w Nowym Jorku, zm. 28 maja 1849 w Nowym Jorku) – amerykański polityk, członek Partii Demokratycznej.

## Działalność polityczna
W okresie od 4 marca 1841 do 3 marca 1843 przez jedną kadencję był przedstawicielem 6. okręgu, a od 4 marca 1843 do 3 marca 1845 przez jedną kadencję przedstawicielem 9. okręgu wyborczego w stanie Nowy Jork w Izbie Reprezentantów Stanów Zjednoczonych.
Jego ojcem był James, wujem George, a przyrodnimi braćmi DeWitt i George.